# Panitula Vela
Panitula Vela je nenaseljeni otočić u Kornatskom otočju. Na otoku se nalazi marina Piškera, a otok Piškera je udaljen samo 70 metara.
Njegova površina iznosi 0,151 km². Dužina obalne crte iznosi 2,45 km.

## Vanjske poveznice
|  | Zajednički poslužitelj ima još gradiva o temi Panitula Vela |